# Гацфельд
Гацфельд (нім. Hatzfeld) — місто в Німеччині, знаходиться в землі Гессен. Підпорядковується адміністративному округу Кассель. Входить до складу району Вальдек-Франкенберг.
Площа — 58,51 км2. Населення становить 2939 ос. (станом на 31 грудня 2020).